# Broomhill (Manitoba)
Pour les articles homonymes, voir Broomhill.
Broomhill est une communauté du Manitoba située au sud-ouest de la province et enclavée dans la municipalité de Two Borders (en). La communauté est située sur le tracé de l'autoroute 345 entre les communautés de Tilston et de Bede. La communauté se trouve à 124 km au sud-ouest de Brandon et à 25 km au nord-ouest de la ville de Melita

## Référence
- (en) Cet article est partiellement ou en totalité issu de l’article de Wikipédia en anglais intitulé « Broomhill, Manitoba » (voir la liste des auteurs).